# Science Commons
Science Commons (SC) war ein Projekt von Creative Commons (CC) von 2005 bis 2009. Ziel war es, Strategien und Werkzeuge für eine schnellere und effizientere web-gestützte Wissenschaft zu entwickeln. Dafür spürte Science Commons unnötige Hürden im Forschungsbetrieb auf und schrieb Regelwerke und Verträge, um diese zu vermindern. Des Weiteren erstellte Science Commons Technologien, die helfen sollten, Daten und Materialien in der Forschung leichter zu finden und zu nutzen. Die Projektsprache war auf das Englisch begrenzt.
Creative Commons beendete das Projekt im Jahr 2009.

## Anwendung
Die Verlage BioMed Central im Vereinigten Königreich, PLoS in den USA und Hindawi Publishing Corporation in Ägypten nutzen Lizenzen von Science Commons. Auch die Nature Publishing Group hat einige Journale darunter veröffentlicht.